# The Captive
The Captive er en amerikansk stumfilm fra 1915 af Cecil B. DeMille.

## Medvirkende
- Blanche Sweet som Sonya Martinovich
- House Peters som Muhamud Hassan
- Gerald Ward som Milos Martinovich
- Page Peters som Marko Martinovitch
- Jeanie Macpherson som Milka